# Acraea rahira
Telchinia rahira là một loài bướm ngày thuộc họ Nymphalidae. Nó được tìm thấy ở miền nam Africa. In South Africa it is found from the West Cape dọc theo bờ biển đến East Cape và KwaZulu-Natal, vào nội địa đến Mpumalanga, Gauteng, tỉnh Limpopo và tỉnh North West.
Sải cánh dài 35–40 mm đối với con đực và 40–50 mm đối với con cái. Con trưởng thành bay quanh năm in warmer areas, nhiều nhất vào từ tháng 9 đến tháng 4. In cooler areas it is only được tìm thấy ở the hot summer months.
Ấu trùng ăn Persicaria attenuata africana và Conyza canadensis.

## Phụ loài
- Telchinia rahira rahira (S.Africa, Zimbabwe, Mozambique to Malawi, miền nam Tanzania, Zambia, miền nam Zaire (Shaba), Angola, miền tây Kenya, Uganda)
- Telchinia rahira mufindi Kielland, 1990 (Tanzania)